# フェイクライカ
フェイクライカもしくは偽ライカとは、ライカの偽物。
コピーライカもしくはライカコピーと同義語とされることもあるが、多くは「ライカ」のロゴがある製品をフェイクライカ、違うブランドの製品をコピーライカという。
ニッカ、レオタックス、フェド、ゾルキーなど安価なコピーライカをベースに「ライカ」のロゴを刻印して製造されている。ほとんどはライカの本物を見ている人にはすぐ見破られてしまうような粗悪な偽物であるが、中には本物の調子の悪いものより優れているものもあった。
フェド、ゾルキーベースのフェイクライカは組織的に大量生産されたと思えるほど数が多く、また本物には存在しないボディーカラーや、ロゴのフォントが活字体のものも存在している。またフェド・ゾルキーの後年のモデルなど、たいして詳しくない人にも全くライカには見えないような機体にライカのロゴを付けたものまである。